# محمد بن نایف آل سعود
محمد بن نایف بن عبدالعزیز بن عبدالرحمن بن فیصل بن ترکی بن عبدالله بن محمد بن سعود بن محمد بن مقرن آل سعود ولیعهد سابق عربستان سعودی، معاون دوم نخست‌وزیر و وزیر کشور سابق عربستان سعودی است. او در ۲۸ آوریل ۲۰۱۵ جایگزین عمویش، مقرن بن عبدالعزیز شد. محمد فرزند نایف بن عبدالعزیز آل سعود (دومین ولیعهد ملک عبدالله) و برادرزاده ملک سلمان است.

## تولد و تحصیلات
محمد در ۳۰ اوت ۱۹۵۹ در جده متولد شد. وی یکی از ده فرزند شاهزاده نایف است. برادر بزرگتر وی به نام سعود و دو برادر کوچکتر به نام‌های نواف و فهد هستند.  محمد بن نایف در سال ۱۹۸۱ مدرک لیسانس علوم سیاسی را در ایالات متحده آمریکا اخذ کرده و از سال ۱۹۸۵ تا ۱۹۸۸ در دوره‌های امنیتی FBI شرکت کرد و از سال ۱۹۹۲ تا ۱۹۹۴ در واحدهای ضد تروریسم اسکاتلندیارد آموزش دید. 

## فعالیت‌های سیاسی
محمد بن نایف در سال ۱۹۹۹ به عنوان دستیار وزیر کشور در امور امنیتی منصوب شد. وی بخاطر موفقیت در برنامه مبارزه با تروریسم وزارت اعتبار زیادی کسب کرد. او به عنوان معمار برنامه ضد شورش دولت عربستان شناخته می‌شود. او همچنین مدتی به عنوان دستیار وزیر کشور و معاون وزیر کشور نیز فعالیت می‌کرد.
در نوامبر ۲۰۰۹، ملک عبدالله، محمد را به عنوان عضوی از شورای عالی اقتصادی با نفوذ عربستان منصوب کرد؛ و در سال ۲۰۱۲ وی به مقام وزارت کشور عربستان سعودی منصوب گردید.انتصاب وی به دلیل تجربه حرفه ای شاهزاده محمد به عنوان یک مجری سختگیر در مقابله با تروریسم و مخالفان، مورد توجه فعالان حقوق بشر قرار نگرفت. وی دو سال بعد یعنی در سال ۲۰۱۴ جانشین بندر بن سلطان، رئیس اطلاعات وقت عربستان شد.

## ولیعهدی
در ۲۳ ژانویه ۲۰۱۵ ملک سلمان، محمد بن نایف را به عنوان معاون ولیعهد منصوب کرده‌است. علاوه بر پست‌های دیگرش، در آن زمان شاهزاده محمد به عنوان رئیس شورای تازه تأسیس امور سیاسی و امنیتی منصوب شد.وی سپس در ۲۹ آوریل ۲۰۱۵ جایگزین مقرن بن عبدالعزیز و ولیعهد دولت عربستان سعودی شد.
وی در ۳۱ خرداد ۱۳۹۶ (۲۱ ژانویه ۲۰۱۷)، ولایت عهدی و سایر مناصب سلطنتی عربستان سعودی را با حکم سلمان بن عبدالعزیز آل سعود (پادشاه وقت عربستان) از دست داده و محمد بن سلمان آل سعود جایگزین او شد. همچنین عبدالعزیز بن سعود بن نایف به عنوان وزیر کشور جایگزین او شد.

## دستگیری
در ۲۸ ژوئن ۲۰۱۷ نیویورک تایمز گزارش داد محمد از زمان برکناری از خروج از این کشور منع شده و در قصر خود در جده در حصر است. محمد، برادر ناتنی اش نواف و عمویش احمد بن عبدالعزیز در ۶ مارس ۲۰۲۰ به اتهام خیانت دستگیر شدند.